# برانفورد (فلوریدا)
برانفورد (به انگلیسی: Branford) شهرکی در شهرستان سوانی ایالت فلوریدا است که در سال ۱۹۱۵ بنیان‌گذاری شده‌است. این شهرک طبق سرشماری سال ۲۰۱۰ میلادی، ۷۱۲ نفر جمعیت داشته و مساحت آن نیز ۲٫۱ کیلومتر مربع است.

## نگارخانه

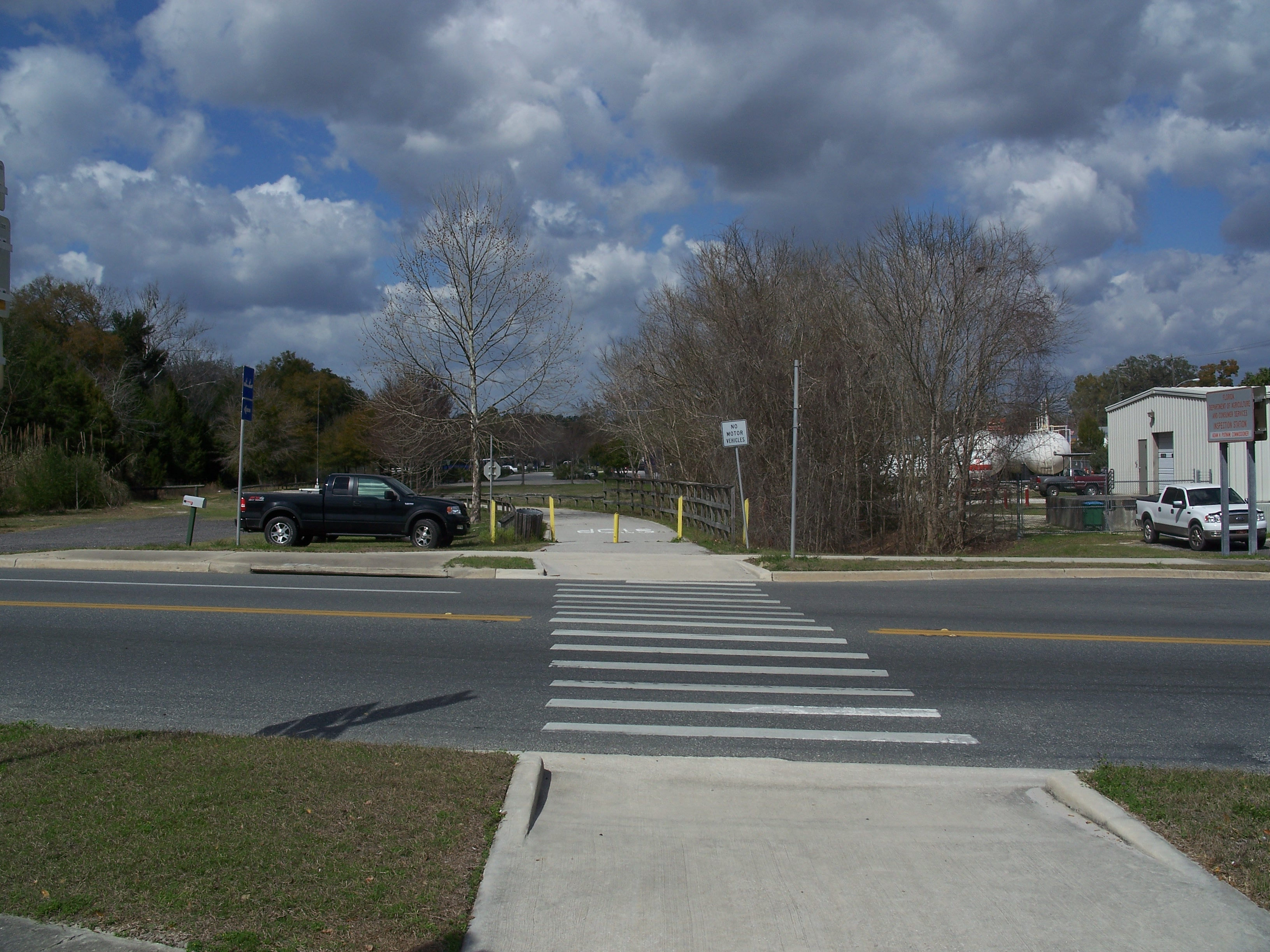
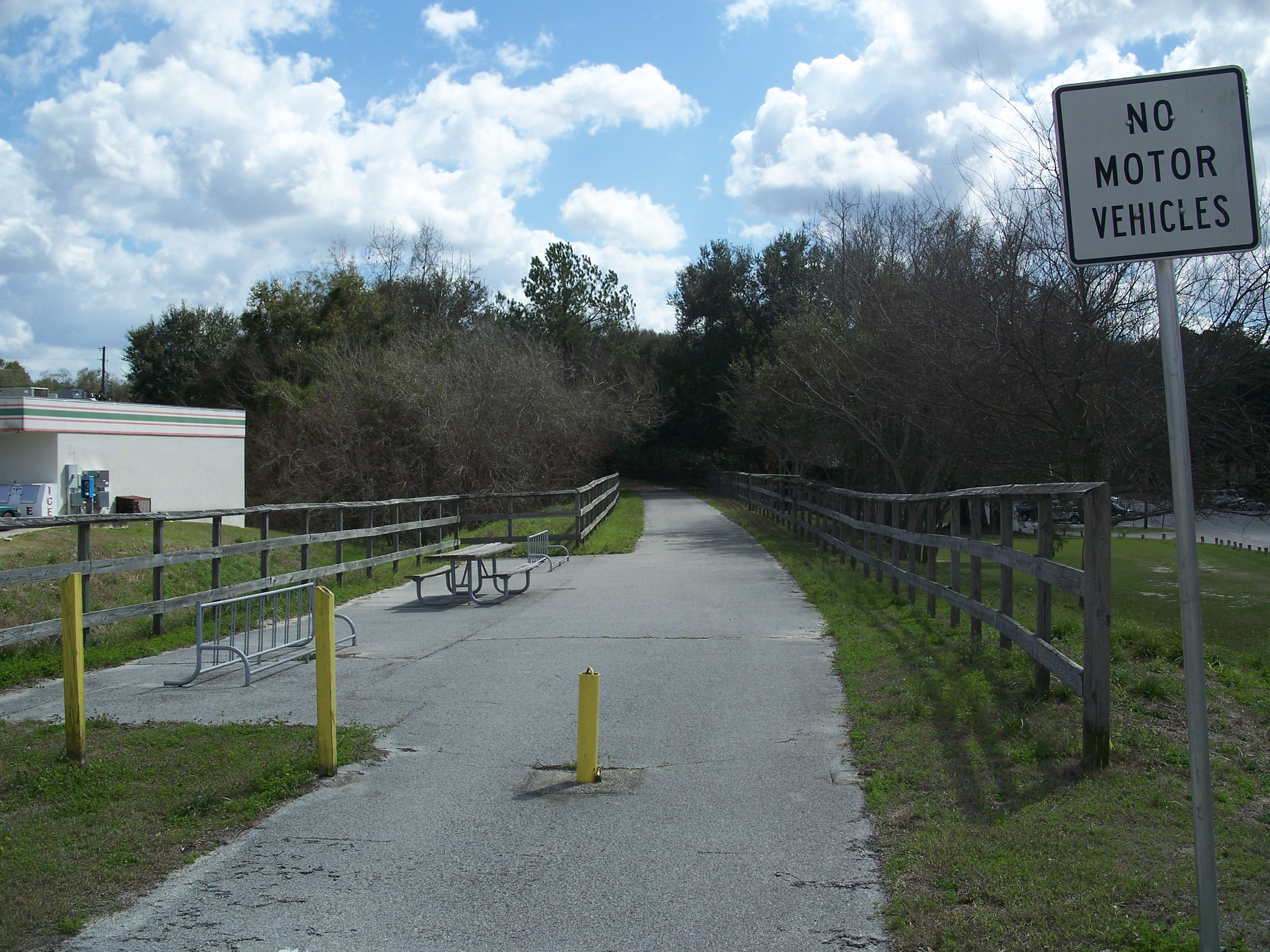
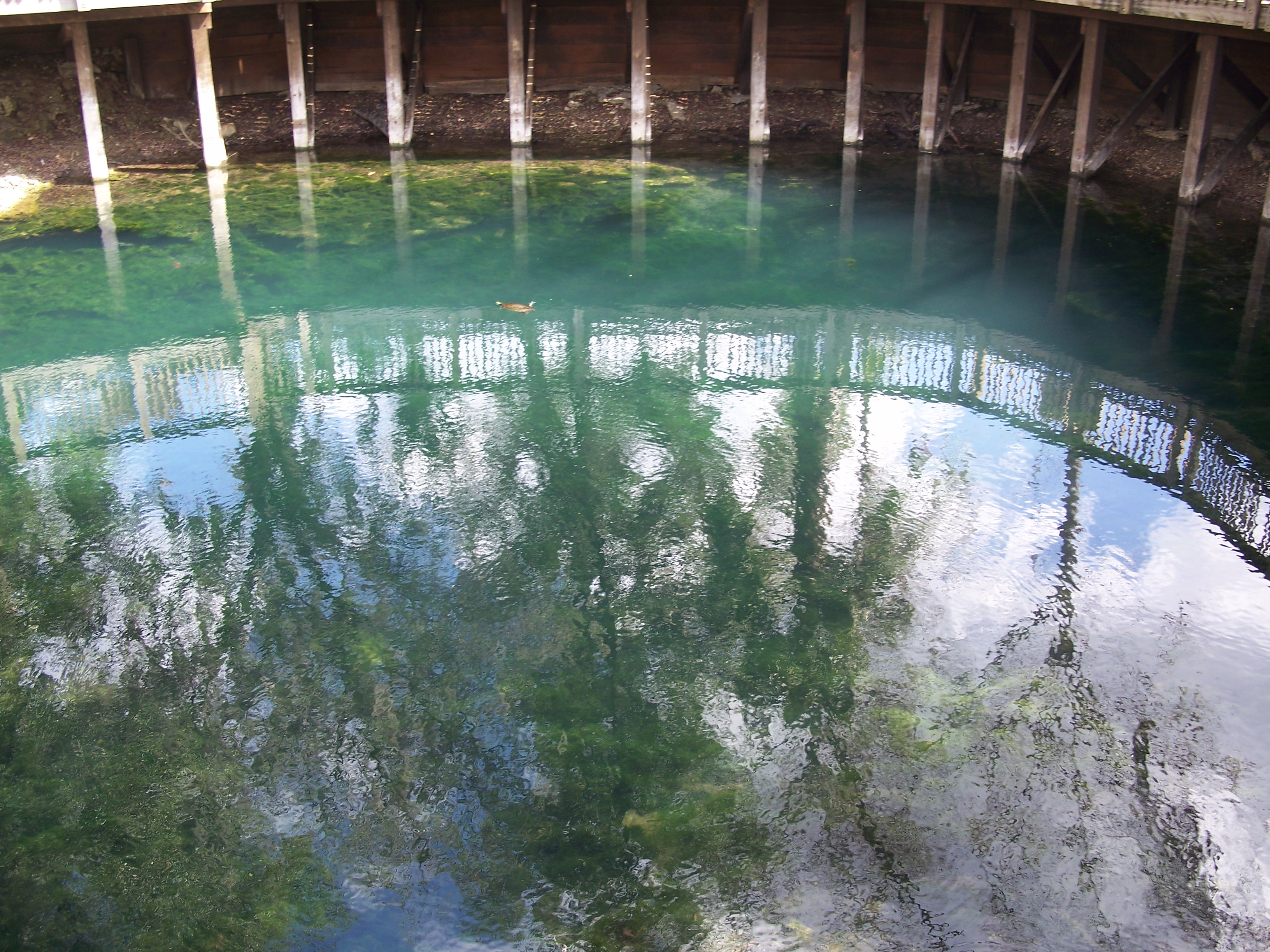
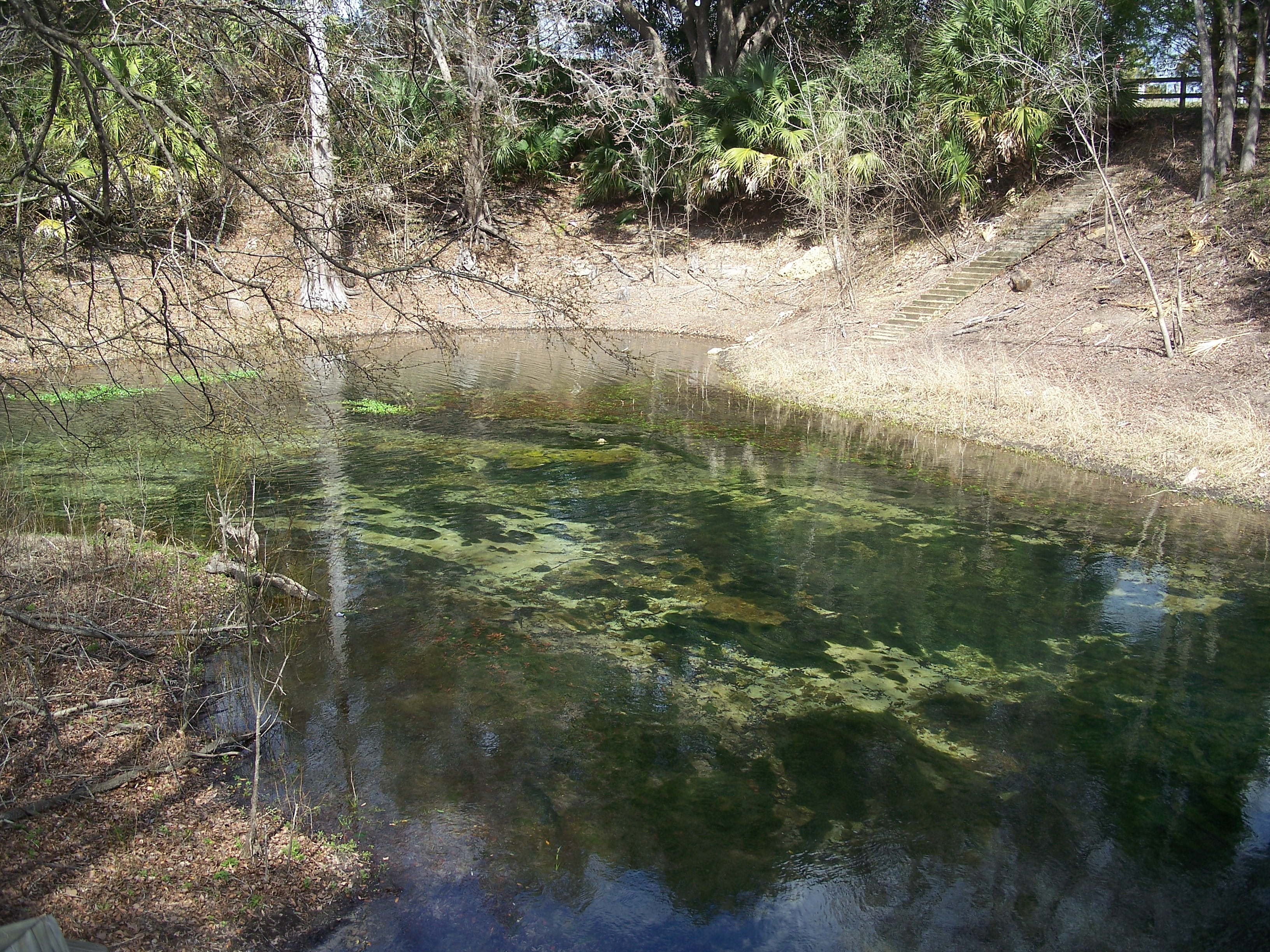